# 악시옹 디레크트

악시옹 디레크트(프랑스어: Action Directe [ak.sjɔ̃ di.ʁɛkt][*])는 프랑스의 극좌 도시유격대다. 1979년에서 1987년까지 일련의 테러활동을 수행하여 공병감 르네 오드랑, 르노사 CEO 조르주 베스 등을 암살했다.

## 같이 보기
- 자율주의